# Tommy Banco
Tommy Banco ist der Titel eines frankobelgischen Comics.
Der Abenteuercomic war ursprünglich eine Auftragsarbeit des Corriere dei Piccoli, der als Ersatz für den noch nicht verfügbaren Luc Orient dienen sollte. Dafür schrieb Greg eine Geschichte, in der der Titelheld und sein Kamerad Ken Callaway in einen geheimnisvollen Landstrich geschickt werden, um mysteriöse Vorgänge aufzuklären. Die Zeichnungen führte Eddy Paape aus. In der Zwischenzeit wurde jedoch Luc Orient für das italienische Comicmagazin frei und Tommy Banco nicht mehr benötigt. So entschloss sich Greg als Chefredakteur von Tintin, die Geschichte als Territoire Zéro (1970) in der belgischen und französischen Ausgabe sowie in der niederländischen Version Kuifje zu veröffentlichen. Die nächste Fortsetzungsgeschichte Dix ans d’ombre (1972) schrieb ein ehemaliger Schüler des Zeichners unter dem Pseudonym Jean Roze. Diese Folge schaffte es zweimal auf das Titelblatt. Danach textete Jean-Marie Brouyère, ebenfalls unter dem Namen Jean Roze, die Kurzgeschichte Tir sans sommation (1973) für die Taschenbuchausgabe Tintin Sélection. Im gleichen Format erschien dann noch die Kurzgeschichte Avarie (1975) von Jacques Acar.
Der belgische Verlag Le Lombard gab 1973 erstmals ein Album in der Sammlung Collection Vedette heraus, dem 1974 ein weiteres in der Collection Jeune Europe folgte. Die Alben erschienen zeitgleich in einer niederländischen Fassung und durch den französischen Partnerverlag Dargaud auch in Frankreich. Die Serie erschien auch in mehreren Ausgaben des schwedischen Magazins Champion (1973), in dem norwegischen Magazin Tempo (1973) und in dem dänischen Magazin Farg og tempo (1971–73). Zum Schluss druckte Bédéscope 1979 die beiden Kurzgeschichten in seiner Sammlung ab.